# Reigen
Reigen, född 1654, död 1732, var regerande kejsare av Japan mellan 1663 och 1687.